# Журавлёв, Егор Александрович
Его́р Алекса́ндрович Журавлёв (12 апреля 1990, Нижний Тагил) — российский хоккеист, защитник клуба «Амур», выступающего в КХЛ.

## Карьера
Егор Журавлёв — воспитанник нижнетагильского «Спутника». Начал выступать в первой лиге России за дубль «Спутника» в сезоне 2007/08. Начиная со следующего сезона параллельно играл и за основной состав нижнетагильского клуба. В матче против «Тороса», состоявшемся 13 сентября 2010 года, защитник дебютировал в Высшей хоккейной лиге.
6 октября 2010 года Журавлёв впервые отметился результативным действием, отдав голевую передачу, с которой Виталий Жиляков поразил ворота «Лады», а три недели спустя забросил первую шайбу в лиге (в ворота «Сарова» с передач Егора Рожкова и Антона Алексеева).
Всего за 2 сезона, проведённых в ВХЛ за «Спутник», хоккеист (с учётом плей-офф) сыграл 201 матч, забросил 16 шайб и сделал 41 голевую передачу.
30 октября 2013 года в матче против «Трактора» Журавлёв дебютировал в Континентальной хоккейной лиге за «Автомобилист».
3 декабря того же года защитник набрал первый в КХЛ (и единственный в сезоне 2013/14) балл за результативность, отдав голевую передачу на Илью Аркалова в матче с «Нефтехимиком».

## Статистика
|             |              |             | Регулярный сезон | Регулярный сезон | Регулярный сезон | Регулярный сезон | Регулярный сезон | Регулярный сезон | Плей-офф | Плей-офф | Плей-офф | Плей-офф | Плей-офф | Плей-офф |
| Сезон       | Команда      | Лига        | Игр              | Г                | П                | Очк              | +/-              | Штр              | Игр      | Г        | П        | Очк      | +/-      | Штр      |
| ----------- | ------------ | ----------- | ---------------- | ---------------- | ---------------- | ---------------- | ---------------- | ---------------- | -------- | -------- | -------- | -------- | -------- | -------- |
| 2007/08     | Спутник-2    | Первая лига | 55               | 3                | 11               | 14               | —                | 68               | —        | —        | —        | —        | —        | —        |
| 2008/09     | Спутник-2    | Первая лига | 42               | 3                | 9                | 12               | —                | 48               | —        | —        | —        | —        | —        | —        |
| 2008/09     | Спутник      | Высшая лига | 8                | 0                | 0                | 0                | —                | 6                | —        | —        | —        | —        | —        | —        |
| 2009/10     | Спутник-2    | Первая лига | 19               | 7                | 4                | 11               | —                | 30               | —        | —        | —        | —        | —        | —        |
| 2009/10     | Спутник      | Высшая лига | 34               | 1                | 2                | 3                | —                | 22               | 4        | 1        | 1        | 2        | —        | 4        |
| 2010/2011   | Спутник-2    | Первая лига | 6                | 5                | 9                | 14               | —                | 8                | —        | —        | —        | —        | —        | —        |
| 2010/11     | Спутник      | ВХЛ         | 56               | 5                | 12               | 17               | —                | 62               | 4        | 1        | 1        | 2        | —        | 4        |
| 2011/12     | Спутник      | ВХЛ         | 53               | 2                | 3                | 5                | —                | 42               | 4        | 0        | 0        | 0        | —        | 2        |
| 2012/13     | Спутник      | ВХЛ         | 50               | 5                | 19               | 24               | —                | 34               | 11       | 1        | 4        | 5        | —        | 10       |
| 2013/14     | Спутник      | ВХЛ         | 23               | 2                | 2                | 4                | —                | 26               | —        | —        | —        | —        | —        | —        |
| 2013/14     | Автомобилист | КХЛ         | 29               | 0                | 1                | 1                | 1                | 30               | 4        | 0        | 0        | 0        | -3       | 0        |
| 2014/15     | Автомобилист | КХЛ         | 38               | 0                | 1                | 1                | -2               | 43               | 4        | 0        | 0        | 0        | -1       | 0        |
| 2015/16     | Автомобилист | КХЛ         | —                | —                | —                | —                | —                | —                | —        | —        | —        | —        | —        | —        |
| Всего в КХЛ | Всего в КХЛ  | Всего в КХЛ | 69               | 0                | 2                | 2                | 0                | 73               | 8        | 0        | 0        | 0        | -4       | 2        |
| Всего в ВХЛ | Всего в ВХЛ  | Всего в ВХЛ | 185              | 14               | 36               | 50               | -23              | 168              | 19       | 2        | 5        | 7        | 1        | 16       |